# Наум Пейов
Наум Ламбров Пейов, известен като Пейо (на гръцки: Ναούμ Πέϊος, Наум Пейос, на македонска литературна норма: Наум Пејов), е гръцки и югославски комунистически деец.

## Биография
Пейов е роден в 1919 година в костурското село Габреш, Гърция. Член на КПГ от 1938 г. В 1939 година е арестуван и затворен. Участва в Итало-гръцката война (1940 - 1941).
След окупацията на страната в 1941 година става нелегален и е един от основните организатори на комунистическата съпротива в Костурско. През лятото на 1943 година Окръжния комитет на КПГ за Костурско го назначава за ръководител на операциите срещу „Охрана“ в Габреш, Брезница, Смърдеш и Руля.
През есента на 1943 година става командир на партизанския отряд „Лазо Търповски“. Член на Окръжния комитет на СНОФ за Костурско (декември 1943 - април 1944). При разпускането на СНОФ силите на ЕЛАС го задържат на 8 май 1944 г., но той успява да се освободи от ареста на 16 май 1944 г. По внушение на емисаря на ЮКП Кирил Георгиевски – Деян, Пейов организира някои от партизаните и активисти на СНОФ в отделен отряд, който се прехвърля в Югославия.
Заместник-командир на Първата егейска ударна бригада, създадена като част от югославската партизанска армия в Битоля през ноември 1944 и разформирована през април 1945 г.
След 1945 г. заема високи политически и държавни функции в Югославия, включително депутат в републиканския парламент в Скопие и във федералната Скупщина в Белград. Пише книги, свързани с историята на Егейска Македония след 1941 г.
Наум Пейов в цялостната си политическа и публицистична дейност се проявява като правоверен привърженик на позициите на Югославия и ЮКП по отношение на Южна Македония.

## Съчинения
- Прилози за односот на раководителите на КПГ по македонското национално прашање (1953)
- Македонците и граѓанската војна во Грција (1968)
- Заговор против Македонија (1993)